# ANZAC-Gletscher
Der ANZAC-Gletscher ist ein Gletscher an der Knox-Küste des ostantarktischen Wilkesland. Er mündet östlich der Hatch-Inseln in die Vincennes Bay
Das Antarctic Names Committee of Australia benannte ihn 2010 nach dem Akronym für das Australian and New Zealand Army Corps.